# Johann Hinrich Wichern
 (août 2017).
Si vous disposez d'ouvrages ou d'articles de référence ou si vous connaissez des sites web de qualité traitant du thème abordé ici, merci de compléter l'article en donnant les références utiles à sa vérifiabilité et en les liant à la section « Notes et références ».
Pour les articles homonymes, voir Wichern.
Johann Hinrich Wichern, né le 21 avril 1808 à Hambourg et décédé le 7 avril 1881 à Hambourg,) est un théologien chrétien allemand, éducateur social, fondateur de la Mission intérieure de l’Église protestante d'Allemagne et de la « Rauhe Haus » à Hambourg. Il a également engagé des réformes du système pénitentiaire. De nos jours il est considéré comme l’un des fondateurs du mouvement des "maisons de secours" (Rettungshausbewegung (de)) en Allemagne, dont les racines se rencontrent déjà chez Johannes Daniel Falk (de) (1768-1826), également instigateur du Jugendsozialarbeit (de) (action sociale en direction des jeunes).

## Biographie

### L’enfance, l’école et les études
Johann Hinrich Wichern est l’aîné de huit enfants d’une famille bourgeoise chrétienne, vivant modestement. Son père est d'abord charretier, mais devient ensuite traducteur assermenté (notaire). Wichern partage avec son père l’amour pour la musique. Sa mère, Caroline Maria Elisabeth née Wittstock, également de Hambourg, est énergique, pratique et religieuse. Johann Hinrich Wichern est inscrit dans une école privée, qui enseigne selon la pédagogie de Pestalozzi. En 1818, il entre au Johanneum, lycée réputé, fondé au XVIe siècle par Johannes Bugenhagen, un compagnon de route de Martin Luther et réformateur de l’Allemagne du nord. Lorsque son père meurt en 1823, il doit subvenir aux besoins de la famille, en donnant des cours particuliers et des cours de piano. En 1826, il quitte le Johanneum avant le baccalauréat pour devenir éducateur d’une école privée avec internat.
En 1824, il commence un journal intime dans lequel il décrit entre autres le début de sa vie spirituelle. Le catéchisme qu'il suit en vue de sa confirmation provoque en lui une expérience de conversion spirituelle : « La percée s’est déroulée un soir, quand l’esprit de Dieu m’a fait renaître. La lumière de l’Évangile m’a éclairé les sciences ;... j’ai fait des progrès en tout. » En 1826 il rencontre Johannes Claudius, le fils du poète Matthias Claudius, qui l'amène à la conclusion « que nous avons un seul Dieu qui nous aime ineffablement et qui souhaite nous sanctifier ». En parallèle, il suit des cours au lycée académique et rattrape le baccalauréat. Il y fait connaissance de l'un de ses futurs compagnons de lutte pour les intérêts de la Mission intérieure, Clemens Theodor Perthes, qui suit les mêmes cours qui lui.
Une bourse des amis du "Mouvement du Réveil" (Erweckungsbewegung) de Hambourg, obtenue par l'intermédiaire de Martin Hieronymus Hudtwalcker (de) (1787-1865), puis une rente annuelle accordée par la philanthrope Amalie Sieveking (1794-1859), permettent à Wichern, en 1828, de s'inscrire à des études de théologie protestante, qu'ils commence à l’Université de Göttingen et termine à l'Université Humboldt de Berlin. Là, la profondeur de la philosophie du théologien du Réveil August Neander l’attire ; celui-ci a passé aussi sa scolarité au Johanneum à Hambourg. Wichern intègre le groupe de travail de Hans Ernst de Kottwitz, qui s’occupe des pauvres de Berlin, particulièrement dans l’établissement d’emploi situé dans la caserne de l'Alexanderplatz. À Berlin, il rencontre le médecin juif Nikolaus Heinrich Julius, plus tard converti au catholicisme, et auteur d'un document sur la réforme du système pénitentiaire. Parmi les prédicateurs célèbres de Berlin, il est surtout impressionné par Johannes Gossner en raison du caractère tranchant de sa prédication.
En 1832, il achève ses études en théologie.

### L’enseignement, l’engagement de mission populaire et l’engagement social
En 1832 Johan Hinrich Wichern travaille comme professeur à l’école de dimanche fondée par Johann Gerhard Oncken et le pasteur luthérien Johann Wilhelm Rautenberg, au sein de la paroisse de Saint-Georges, dans un quartier pauvre aux portes de Hambourg, où, au Moyen Âge, se trouvait le gibe et où étaient rejetés les malades de la peste et de la lèpre. Wichern devient membre d’une association qui rendait visite aux élèves de l’école du dimanche à leur domicile, ce qui lui permit d'observer la misère, le délabrement des logements et la détresse morale et spirituelle à Hambourg. Il écrit des comptes-rendus, en listant dans des livres de comptes l’état familial et sanitaire des enfants. A Horn, dans la banlieue de Hambourg, il fonde un an plus tard l’établissement « pour le sauvetage des enfants négligés et en difficulté d'apprentissage ». L’apprentissage de l'écriture est pour lui le chemin vers le salut de l’âme.
Le 12 septembre 1833 a lieu l’assemblée constitutive dans la Salle de la Börsenhalle. L’avocat d’affaires Karl Sieveking, de Hambourg, un parent d’Amalie Sieveking, lui fait don d'un terrain avec une cabane, la « Maison de Ruge ». La tradition fait de cette « Maison de Ruge » (en allemand, das Ruges Haus) la Maison rugueuse (en allemand, das Rauhe Haus). Le 31 octobre Wichern y emménage avec sa mère et sa sœur. Jusqu'au 12 novembre ils rassemblent 6 500 marks. Fin 1833, Wichern y accueille douze garçons. Le nombre de jeunes hébergés augmente de sorte que de nouveaux bâtiments sont construits.
À partir de 1835, la maison accueille aussi des jeunes filles.
Dans cette Mission intérieure d’Allemagne, les enfants vivent en groupes de dix à douze dans des structures similaires à des familles, avec un tuteur appelé « frère ». Wichern forme ces frères intensivement à partir de 1839, dans un « institut pour assistants ». Wichern est l’un des rénovateurs de la fonction du diacre comme cité au Nouveau Testament. Jean Calvin, réformateur à Genève, qui a redécouvert cette fonction, l'a mise à la même hauteur ecclésiastique que celle des pasteurs, des enseignants et des anciens (presbytes) dans la pratique de l’Église « réformée selon la parole de Dieu ». Wichern déclare « Jésus-Christ premier missionnaire de l’intérieur ». La vraie christologie serait la voie « vers le bas ».
Les hommes formés par Wichern sont autant enseignants des pauvres que travailleurs sociaux.
Wichern enrichit plus tard le parc de bâtiments existants par des ateliers, notamment une filature, une cordonnerie et une ferme et d’une salle de prière. En 1842 s’ajoute une imprimerie pour fabriquer les feuilles volantes, permettant de publier les préoccupations de la mission intérieure. C’est à la Maison rugueuse qu'est suspendue la première Couronne de l'Avent, dont Wichern est considéré comme l’inventeur.

### Dernières années de Wichern

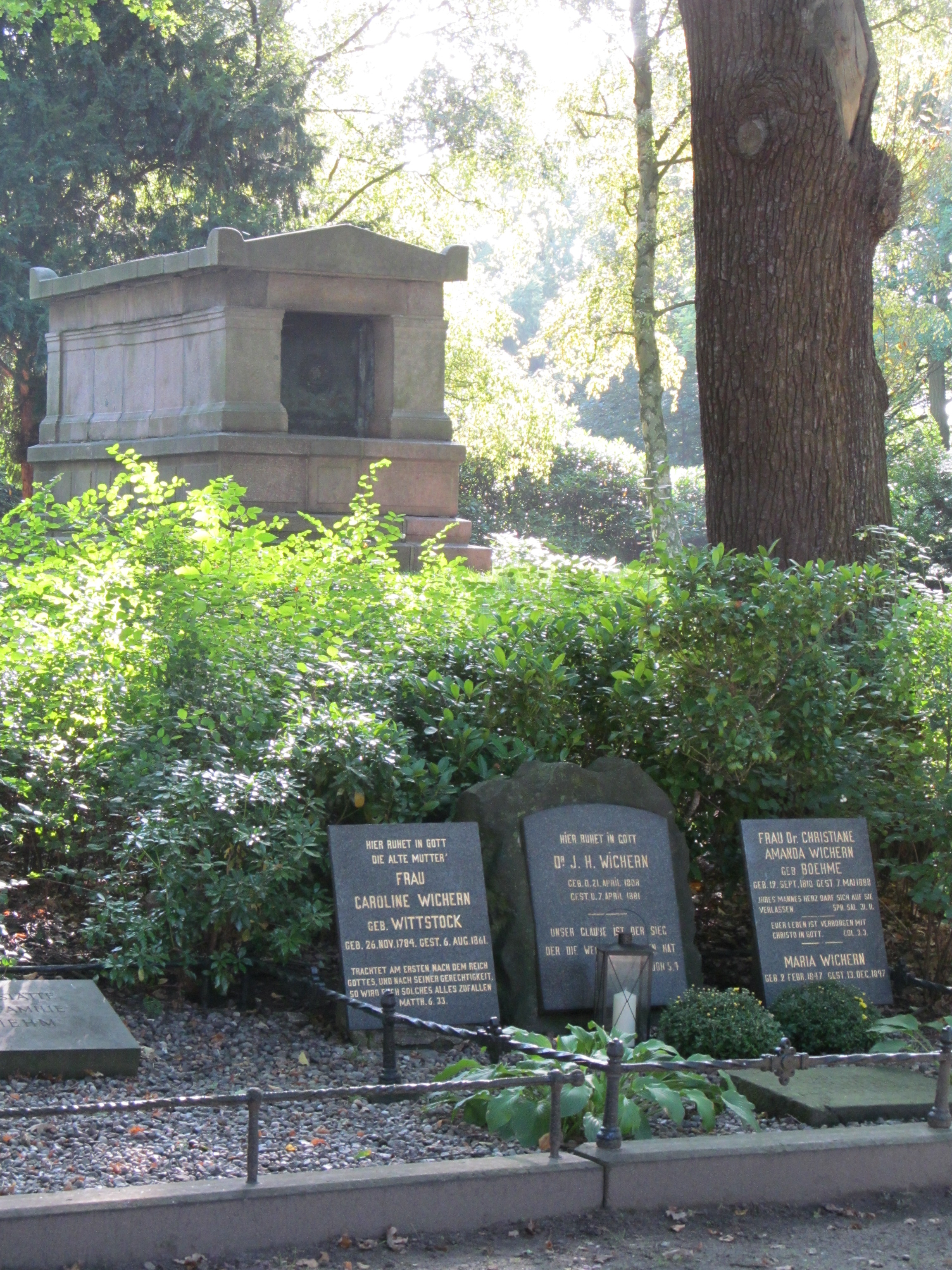
Le tombeau Wichern sur le vieux cimetière de Hamm ; en arrière-plan le mausolée de la Famille Sieveking

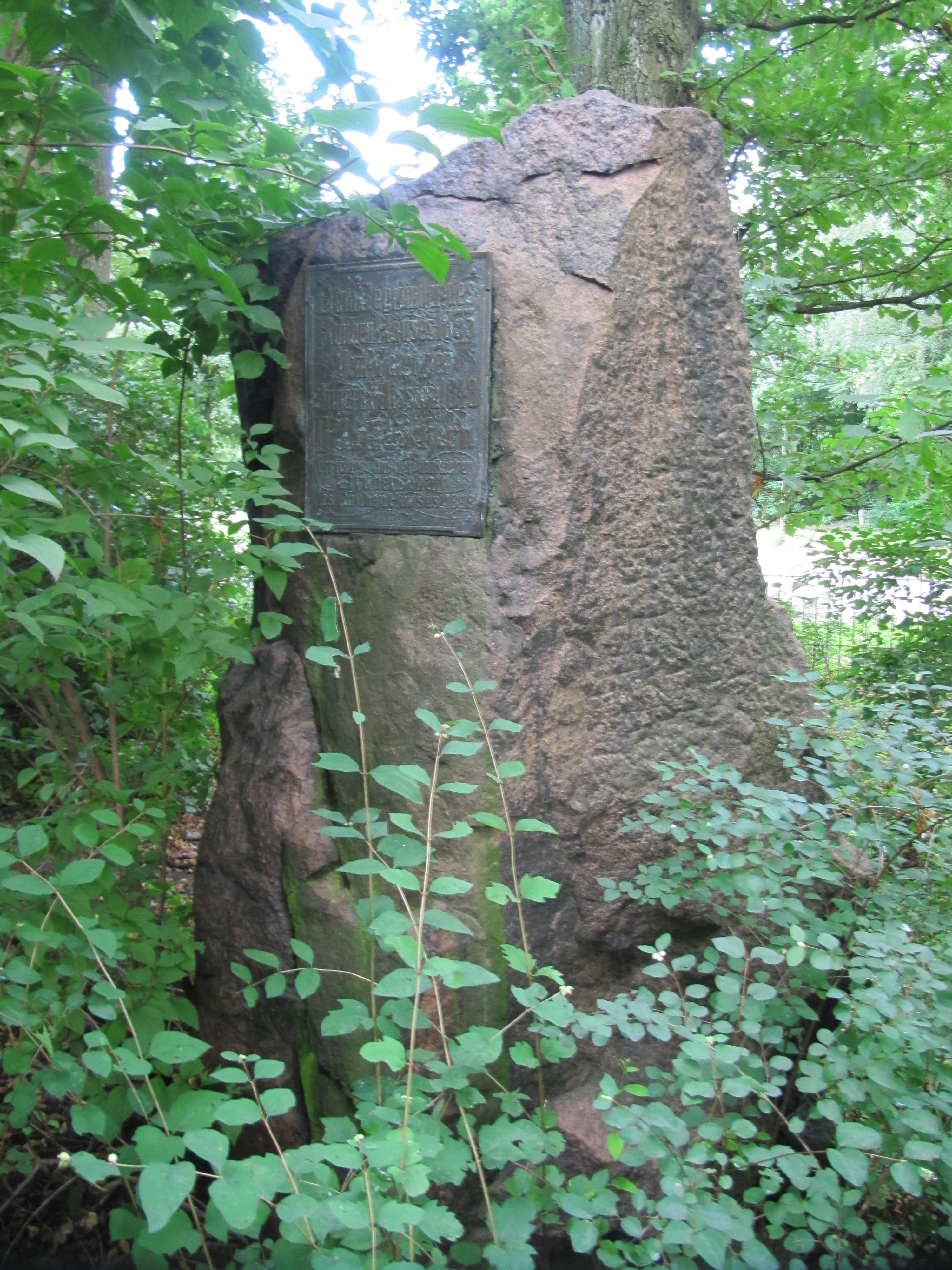

En dépit de son travail à Berlin, Johann Hinrich Wichern ne renonce jamais à la direction de la « Rauhes Haus » de Hambourg, où il retourne en 1872. Pour des raisons de maladie, le 1er avril 1873, il transmet la direction de la maison à son fils Johannes. En 1874, on lui retire ses fonctions publiques. Il s'ensuit une longue période de faiblesses, de douleurs et d’insomnies. Le 7 avril 1881, Wichern décède à Hamburg-Hamm, après plusieurs attaques cérébrales et une période de souffrance prolongée. Il est inhumé au cimetière de Hamm, aujourd'hui un lieu historique hébergeant des tombes des bourgeois de Hambourg qui se sont engagés socialement.

## La conception de l’homme selon Wichern
Son seul héritage est son œuvre et sa pensée.
Johann Hinrich Wichern voit l’homme comme une créature créée par Dieu. Chaque enfant est unique, de sorte qu’un suivi individuel avec traitement spécifique lui appartient. L’homme a la capacité de se décider pour le « Bien » ou de vivre ses goûts pour le « Mal ». Wichern voit en chaque être humain cette personnalité, les enfants et les adolescents sont donc éduqués dans la liberté. D'après Wichern la rédemption vers le « Bien » peut uniquement se réaliser dans et par la foi chrétienne.

## Le projet éducatif de Johann Hinrich Wichern

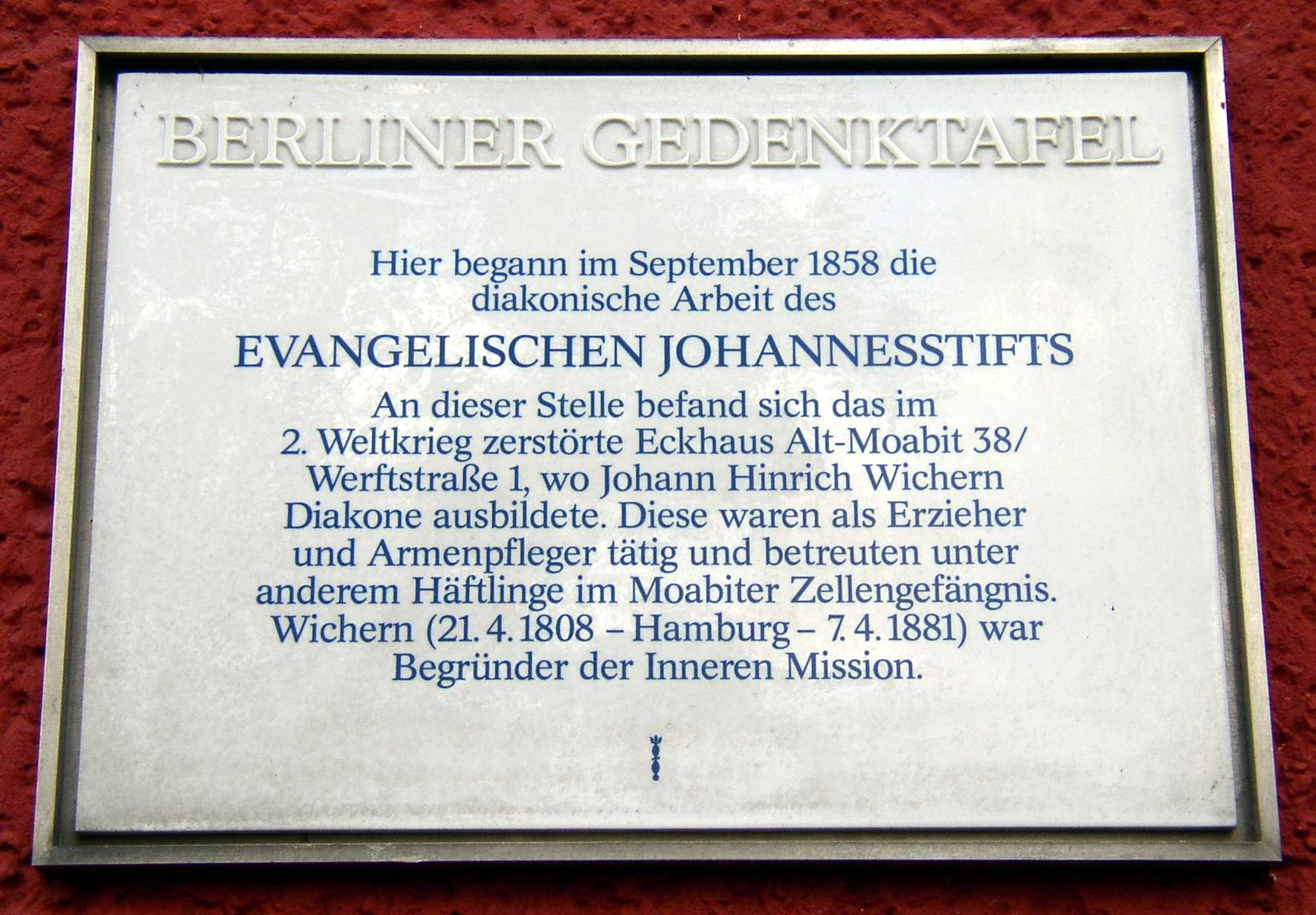
Plaque commémoratif à Berlin-Moabit

### Wichern et les gens dont il voulait s’occuper

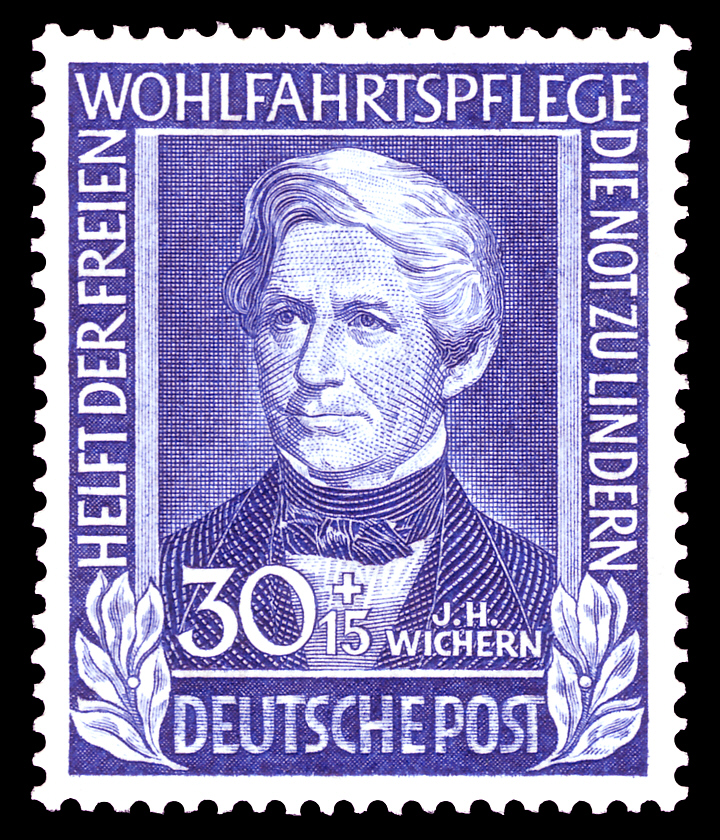
Timbre de l'Année 1949, decla Poste Allemande

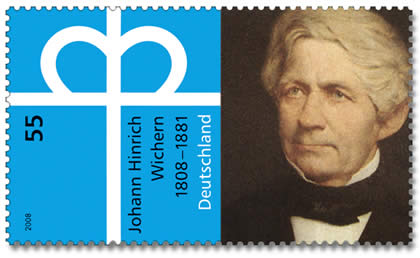
Timbre pour le Anniversaire

## Postérité, honneurs

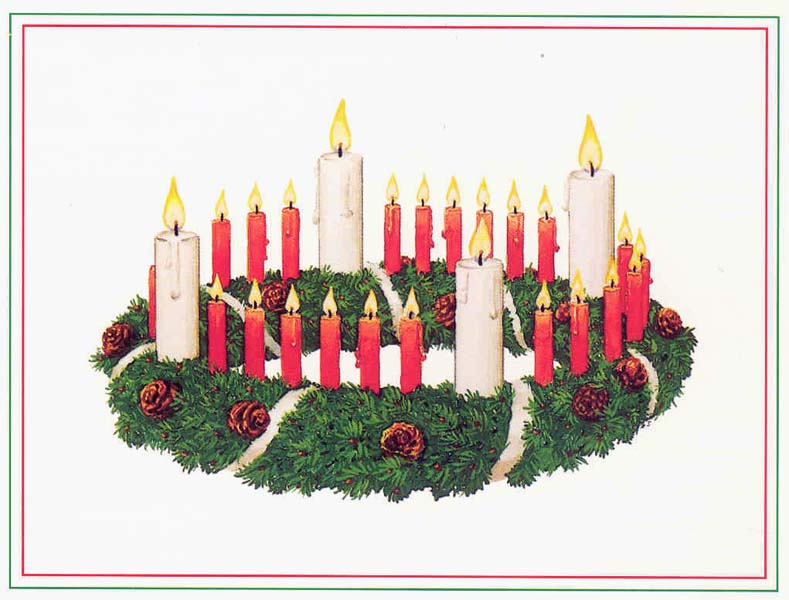
Couronne de l'avent d'après J. H. Wichern

- Wichern est le fondateur de la coutume de la Couronne de l'Avent (1839), avec quatre bougies blanches pour les dimanches et une bougie rouge pour chaque jour intercalaire.

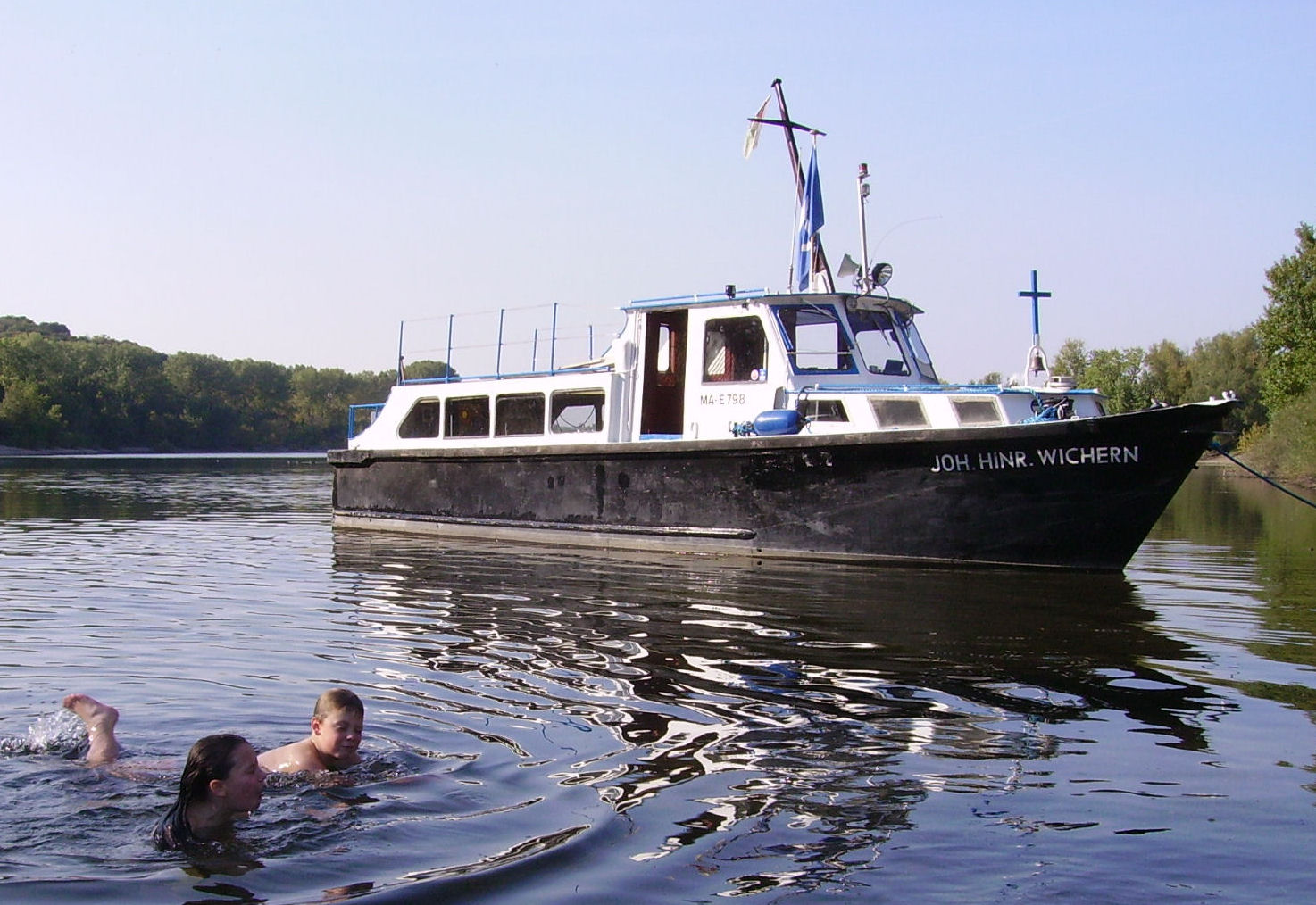
Le bateau pastoral situé à Mannheim, Johann Hinrich Wichern

## Œuvres
- Les causes des tentatives infructueuses de l'éducation des enfants de nos jours. Une Conférence tenue à Berlin, le 9. Février 1863; Hambourg : Rauhes Haus, 1863.
- Œuvres complètes. Éd. de Johannes Wichern et Friedrich Mahling, six Tome. Hambourg 1901-1908:
  - Tome 1 (1901) : Lettres et extraits du journal intime. 1848.
  - Tome 2 (1901) : Lettres et extraits du journal intime. 1849-1857.
  - Tome 3 (1902) : Principes de la Mission de l'intérieur. Les articles principaux, conférences et publications sur les questions et tâches de la Mission de l'intérieur.
  - Tome 4 (1905) : La réforme pénitentiaire. Discours, mémoires et avis.
  - Tome 5 (1908) : La Maison Rugueux.
  - Tome 6 (1908) : Essais sur établissements de sauvetage de 1833. Établissements de sauvetage pour enfants dans les régions de langue allemande.
- Toutes Les Œuvres. Éd. de Peter Meinhold (Volumes 1 à 8) et Günther Brakelmann (Volumes 9-10), dix Tomes; Berlin, Hambourg, Hanovre, 1958-1988:
  - Tome I (1962) : L'église et son action sociale (Fondamentales et Généralités).
  - Tome II (1965) : L'église et son Action sociale (Fondamentales et Généralités).
  - Tome III, Tl. 1 (1968) : L'église et son Action sociale (Fondamentales, Généralités, Pratique).
  - Tome III, Tl. 2 (1969) : L'église et son Action sociale (Fondamentales, Généralités, Pratique).
  - Tome IV, Tl. 1 (1958) : Dossiers concernant l'éducation spécialisée (Maison Rugueux et Johannesstift).
  - Tome IV, Tl. 2 (1959) : Dossiers concernant l'éducation spécialisée (Maison Rugueux et Johannesstift).
  - Tome V (1971) : De petits essais, Critiques de livres – Nécrologies – Avenants.
  - Tome VI (1973) : Les écritures de la réforme pénitentiaire.
  - Tome VII (1975) : Les écritures concernant la pédagogie.
  - Tome VIII (1980) : La correspondance (concernant l'histoire des frères).
  - Tome IX (1988) : La correspondance avec des partenaires externes.
  - Tome X (1988) : Registre. – Concordance: Martin Michel : Wichern-Concordance. Une Concordance à l'édition.
- Les Causes de la sorte, souvent des Efforts infructueux dans le contexte actuel de l'Éducation des enfants : une Conférence tenue à Berlin, le 9. Février 1863. (en ligne à la Bibliothèque de l'université et du Land à Düsseldorf).
- La Mission intérieure de l'Église protestante allemande. Un Mémorandum à la nation allemande. 3. Édition. L'agence de la Maison Rugueux, Hambourg, 1889 (en ligne sur archive.org).